# Мутация
Вижте пояснителната страница за други значения на Мутация.
Мутациите представляват промени в генетичната информация на организмите, носител на която са молекулите на нуклеиновите киселини – ДНК и РНК. Причините за възникване на мутации могат да бъдат грешки при презаписването на наследствена информация в рамките на клетъчното делене, пряко въздействие на увреждащи фактори като радиация, химически вещества (мутагени) и вируси, нарушения в контрола на нормални клетъчни процеси в рамките на мейозата и дефекти в системите за поправка на генетичната информация. В многоклетъчните организми най-общо мутациите могат да засягат репродуктивните тъкани и да бъдат предавани в поколенията или да засягат соматичните тъкани и да останат единствено в рамките на индивида. Изключения от това правило се наблюдава при някои растения, които са способни да предават соматични мутации на своето поколение по полов и безполов път.
От гледна точка на еволюционната биология, мутациите, заедно с миграциите и изолацията, се разглеждат като елементарни еволюционни събития. Това са събитията, предизвикващи изменчивост, а изменчивостта от своя страна е предпоставка за включване на естествения отбор. Така например мутации, неосигуряващи предимство на организма (вредни) биват отстранявани в рамките на естествения отбор, а мутациите даващи преимущество в борбата за оцеляване (полезни) се съхраняват в наследствената програма на вида. Съществуват и неутрални мутации (т.е. нито полезни, нито вредни), които нямат пряко влияние върху оцеляването на организмите и тяхната тенденция е пряко акумулиране в генома. При промени в условията на средата обаче, някои неутрални мутации могат да се окажат положителни и да придобият някаква полезна функция.
Голяма част от възникващите мутации, се поправят от системите за поправка на генетичния материал, при което последиците се неутрализират.

## Класификация
Мутациите могат да бъдат класифицирани по различен критерий, като например по структурни особености, по фенотипна изява или по област от засегнати функции.

### Структурни критерии

#### Генни мутации
Това са тип мутации, засягащи един или няколко нуклеотида от нуклеотидната последователност, които могат да са разположени в рамките на даден ген (генни мутации) или извън него (извънгенни мутации). Повечето от генните мутации се проявяват фенотипно, само когато и двете копия на гена са засегнати в хомоложните хромозоми – т.нар. хомозиготен генотип.
- Точкови мутации – представляват замяната на една двойка бази в молекулата на ДНК с друга.
- Нуклеотидни делеции – мутациите от тази група включват всички случаи на премахване на един или няколко нуклеотида от нуклеотидната секвенция.
- Нуклеотидни инсерции – това са промени, причинени от вмъкването на един или няколко нуклеотида в рамките на дадена последователност.

#### Хромозомни мутации
Хромозомни мутации (алт. хромозомни аберации) е промяна в структурата на хромозомите:
- отпадане или присъединяване на хромозомен сегмент;
- промяна на посоката на хромозомен сегмент;
- обмяна на части между нехомоложни хромозоми и пр.

Специфичните термини са делеция, дефишънси, инверсия, транслокация. Те биват вътрехромозомни, когато засягат структурата на една отделна хромозома, и междухромозомни, когато засягат две нехомоложни хромозоми.
|         |
| Делеция |

|            |
| Дупликация |

|          |
| Инсерция |

|          |
| Инверсия |

|              |
| Транслокация |

#### Геномни мутации
Мутации свързани с промяна в броя на хромозомите. Мутации могат да възникнат и в извънядрената ДНК – в пластидите, митохондриите и пр.
Причините за мутациите могат да бъдат най-различни, но общ принцип е, че не е възможно да се прогнозира кога и къде ще възникне дадена мутация и дали тя ще е полезна или вредна за организма, в който възниква. Все пак, голямото мнозинство мутации са неутрални, т.е. нито полезни, нито вредни.